# Roland Hoff

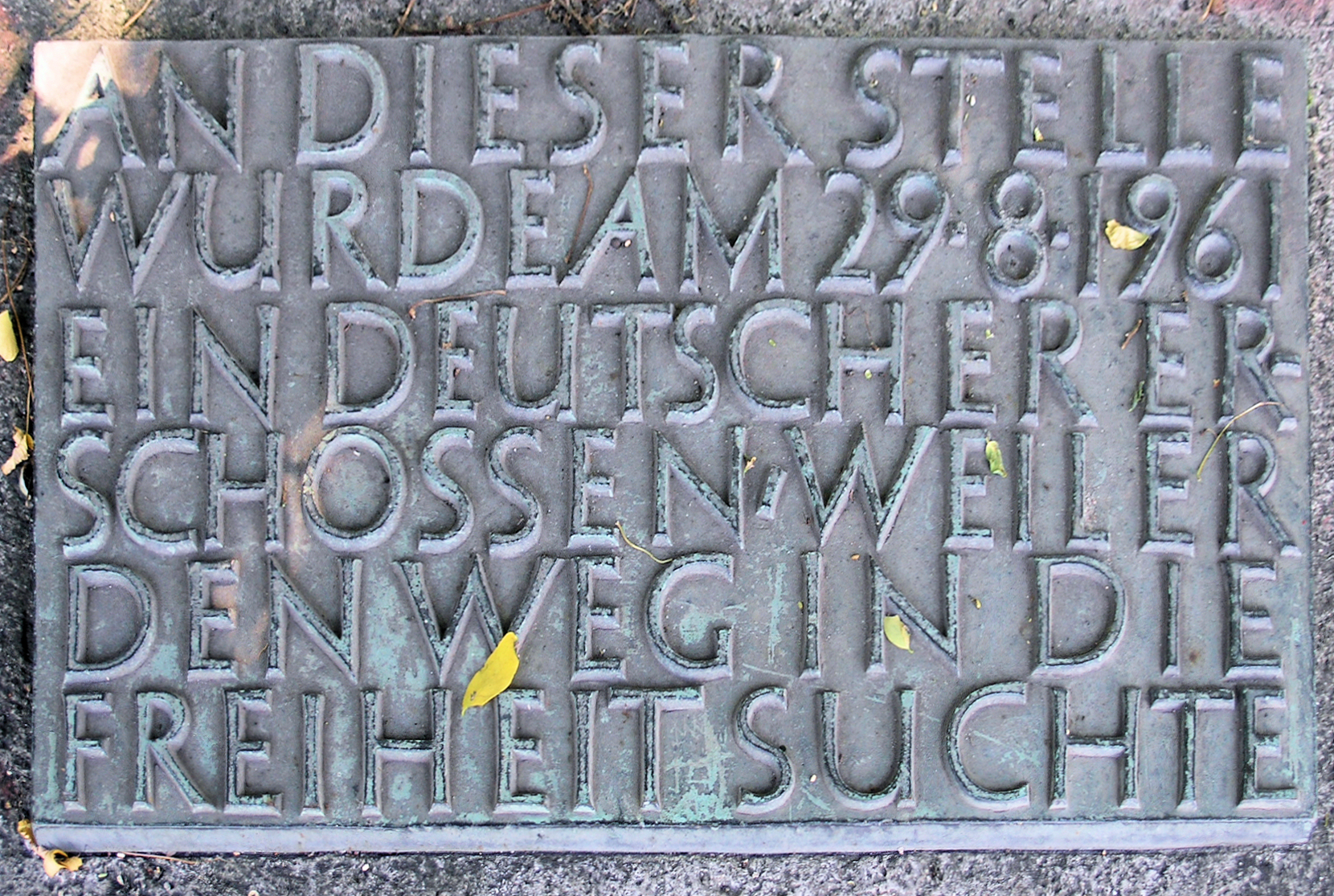
Tablica pamiątkowa

Roland Hoff (ur. 19 marca 1934 w Hanowerze, zm. 29 sierpnia 1961 w Berlinie) – przypuszczalna trzecia ofiara śmiertelna Muru Berlińskiego. Został zastrzelony podczas próby ucieczki przez Teltowkanal, wyznaczający granicę pomiędzy NRD a Berlinem Zachodnim.
W czerwcu 1961 r. 27-letni hydraulik podjął decyzję o przeniesieniu się do NRD. Rodzina pozostała w RFN, żyjąc cały czas w okolicy Hanoweru. Przybywając do NRD Hoff trafił początkowo do obozu przejściowego w Barby, następnie przydzielono mu mieszkanie oraz miejsce pracy w leśnictwie na Łużycach. Niedługo później pożałował swojej decyzji i postanowił wrócić w rodzinne strony. 13 sierpnia został zwolniony z pracy w związku z krytycznym wypowiedzeniem się o budowie muru i zamknięciu granicy. Hoff nie pojawił się na wyznaczonym na 29 sierpnia terminie rozprawy sądowej, lecz udał się w tym dniu do Berlina.
Przybywając do graniczącego z zachodnią częścią Berlina miasta Teltow wmieszał się w grupę robotników, którzy pod dozorem funkcjonariuszy Volkspolizei uczestniczyli w pracach przy karczunku skarpy Teltowkanal. Około godziny 14:00 wskoczył do wody, płynąc w kierunku przebiegającej przez środek kanału linii granicznej. Czterech policjantów otworzyło ogień raniąc uciekiniera śmiertelnie w głowę, na skutek czego ten natychmiast utonął. Protestujący przeciwko postawie policjantów robotnicy zostali aresztowani. Zdarzenie obserwowano również po przeciwnej stronie kanału – zgromadzeni na brzegu zachodnioniemieccy policjanci i dziennikarze fotografowali strzelających policjantów NRD.
W propagandowej ulotce NRD przypadek opisany został w następujący sposób: „Służalczyk zwolenników zimnej wojny nie spełnił swojej misji. Wesz na ciele kraju robotników i rolników została zgnieciona, jeszcze zanim zaczęła kąsać”. W oficjalnych doniesieniach prasowych Hoff przedstawiony został – identycznie jak zastrzelony kilka dni wcześniej Günter Litfin – jako degenerat i przestępca.
Prokuratura w Berlinie Zachodnim wszczęła przeciwko nieznanym wówczas sprawcom postrzału szeroko zakrojone postępowanie, wyznaczając nagrodę w wysokości 10 tysięcy marek RFN. Wzdłuż całej granicy wywieszono liczne afisze z listem gończym.
W 1962 r. ku pamięci ofiary postawiony został na zachodnioberlińskim nabrzeżu w Lichterfelde kamienny pomnik.
Trzej strzelający policjanci NRD zostali osądzeni dopiero po upadku muru i zjednoczeniu Niemiec. Jako że reżim NRD nie zezwolił na opublikowanie nazwiska zastrzelonego uciekiniera, wówczas dopiero i rodzina dowiedziała się o jego losie.